# Список умерших в 633 году

## Январь
- Абдуллах ибн Абу Бакр, сподвижник пророка Мухаммеда и сын Первого праведного халифа Абу Бакра ас-Сиддика.

## Октябрь
- 12 октября — Эдвин Святой, король Нортумбрии (616—633), святой.

## Дата смерти неизвестна или требует уточнения
- Абу Хузайфа ибн Утба, сподвижник пророка Мухаммеда, вождь племени Бану Абшам.
- Башир ибн Сад, сподвижник пророка Мухаммеда.
- Захария Иерусалимский, православный святой, патриарх Иерусалимский (с 609).
- Киниох, король пиктов (с 617).
- Клемен ап Бледрик, король Думнонии (613—633).
- Кримтанн мак Аэдо, король Лейнстера (624—633).
- Свинтила, король вестготов (621—631).
- Сы-Джабгу хан, каган Западно-тюркского каганата (631—633).
- Туфайл ибн Амр, сподвижник пророка Мухаммеда, вождь племени Бану Даус из Тихамы.
- Укаша ибн Михсан, сподвижник пророка Мухаммеда.